# Дюфор, Жюль-Арман
Жюль-Арма́н-Станисла́с Дюфо́р (фр. Jules-Armand-Stanislas Dufaure; 4 декабря 1798, Сожон — 27 июня 1881, Рюэй-Мальмезон) — французский политик и государственный деятель, трижды возглавлял кабинет министров Франции, член французской академии (1879—1881).

## Биография и деятельность
Жюль Арман Станислас Дюфор, будучи адвокатом в Бордо, скоро приобрел широкую известность участием в политических процессах.
Избранный в 1834 году в палату депутатов, он занял в ней видное место в рядах центра (tiers parti). В 1839 году участвовал в коалиции против кабинета Моле и по низвержении его около года был министром общественных работ. За это короткое время много сделал для развития железнодорожного дела.
После революции 1848 года Дюфор, избранный в Учредительное собрание, был членом комиссии для выработки конституции, а в октябре был назначен Луи Эженом Кавеньяком министром внутренних дел и деятельно поддерживал кандидатуру Кавеньяка в президенты. Занимал ту же должность в первом кабинете Наполеона III; был членом законодательного собрания.
После переворота 2 декабря некоторое время содержался под арестом.
Возвратясь в парижское адвокатское сословие, был в 1862—1864 годах его старшиной — батоннье.
После провозглашения Третьей республики Дюфор был избран членом Национального собрания от пяти департаментов и занимал при Тьере должность министра юстиции. После падения Тьера Дюфор примкнул к левому центру и активно вёл борьбу с кабинетом Брольи.
В марте 1875 года Дюфор вновь был назначен министром юстиции и принимал деятельное участие в выработке организации Сената и обсуждении избирательных законов.
После отставки Бюффе в марте 1876 года Дюфор встал во главе Совета министров. Создал при министерстве юстиции «Комитет иностранного законодательства» для перевода на французский язык иностранных кодексов и законов.
В декабре 1876 года кабинет Жюля Дюфора пал по вопросу о прекращении всяких новых преследований за причастность к коммуне. В том же году Дюфор был избран несменяемым сенатором. В 1877 году он вёл непримиримую борьбу с деятелями «coup d' é tat 16 мая», а после победы республиканцев на общих выборах ему поручено было (в декабре 1877 года) образовать новый кабинет.
В конфликте, возникшем между министерством и президентом Мак-Магоном, Дюфор решительно отстаивал требования министерства, чем содействовал решению Мак-Магона выйти в отставку.
После избрания Президентом республики Жюля Греви, Дюфор в феврале 1879 года ушел из политики.
Жюль Арман Станислас Дюфор скончался 27 июня 1881 года в Рюэй-Мальмезоне.